# Bertelsköld
Bertelsköld, en fiktiv adlig släkt i Zacharias Topelius' romansvit Fältskärns berättelser från 1853-1857.